# Peniamina Percival
Peniamina Percival (ur. 8 listopada 1994) – samoański judoka. Olimpijczyk z Tokio 2020, gdzie zajął siedemnaste miejsce w wadze półśredniej.
Uczestnik mistrzostw świata w 2019. Startował w Pucharze Świata w 2019 i 2020 roku.

## Letnie Igrzyska Olimpijskie 2020
| Konkurencja | Eliminacje           | Klas. końcowa |
| Konkurencja | Przeciwnik I         | Miejsce       |
| ----------- | -------------------- | ------------- |
| 81 kg       | Frank de Wit (NED) P | 17.           |